# Víctor Jara

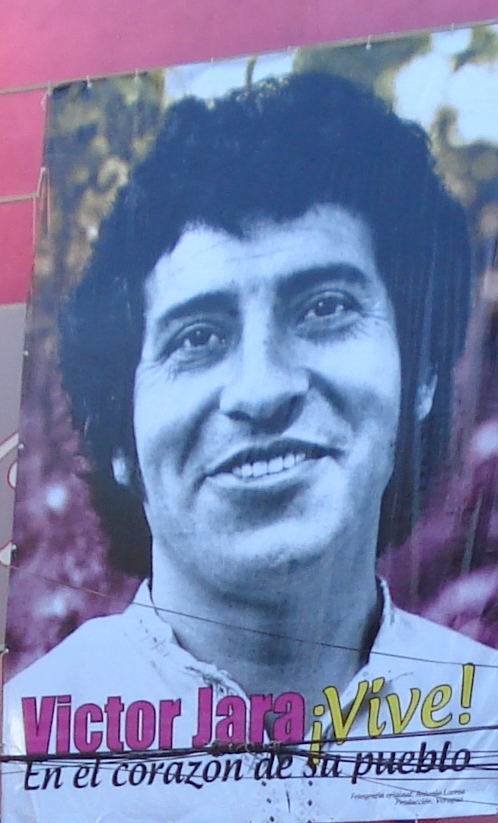
Víctor Jara

Víctor Lidio Jara Martínez (ˈβiktoɾ ˈliðjo ˈxaɾa maɾˈtines; * 28. September 1932 in Lonquén bei Santiago de Chile; † 16. September 1973 in Santiago de Chile) war ein chilenischer Sänger, Musiker und Theaterregisseur. Er wurde am 12. September 1973 verhaftet und vier Tage später von Soldaten des am 11. September 1973 putschenden Militärs ermordet.

## Leben

### Kindheit und Jugend
Víctor Jara wurde in Lonquén, einer Kleinstadt nahe Santiago de Chile, geboren. Seine Eltern stammten aus Landarbeiterfamilien. Sein Vater Manuel arbeitete als Hilfsarbeiter, seine Mutter Amanda ging verschiedenen Beschäftigungen nach, um den Lebensunterhalt der Familie zu verdienen. Der Vater war Alkoholiker und misshandelte seine Frau häufig. Nachdem er die Familie verlassen hatte, kümmerte sich die Mutter allein um ihre fünf Kinder. Sie sang und spielte Gitarre, was sie ebenso wie die Liebe zur chilenischen Folklore an ihren Sohn Víctor weitergab. Als er 15 Jahre alt war, starb die Mutter. Víctor Jara brach seine Buchhalterlehre ab und trat in das Ordensseminar der Redemptoristen in San Bernardo ein, um Theologie zu studieren. Nach zwei Jahren brach er das Studium ab. Er hatte den Glauben an die Religion verloren und kehrte ohne Arbeit nach Lonquén zurück. Dort gründete er mit Freunden das Musikensemble Cuncumén und widmete sich dem Studium der chilenischen Volksmusik. Auch entwickelte er Interesse am Theater und begann Schauspielerei in der Schule des Theaters der Universidad de Chile in Santiago zu studieren. Er nahm an zahlreichen Aufführungen teil, darunter Carmina Burana von Carl Orff.
Die Begegnung mit der Sängerin Violeta Parra bedeutete seine Wende hin zur Musik. Sie war eine begnadete Künstlerin, die die volkstümliche chilenische Musiktradition pflegte und ein kleines Café in Santiago führte. Dort half Jara aus und begann vor den Gästen aufzutreten. Beeinflusst wurden seine Lieder u. a. von Erlebnissen, die er auf einer Tournee seiner Santiagoer Theatertruppe im Ostblock gesammelt hatte. Als eine der teilnehmenden Darstellerinnen erkrankt war, war Jara mit seiner Gitarre eingesprungen und vom russischen Publikum gefeiert worden. Daraufhin hatte er in Moskau sein erstes Lied, El cigarrito, komponiert.
In dieser Zeit engagierte er sich auch erstmals in der chilenischen Politik.

### Politischer Folksänger und Regisseur

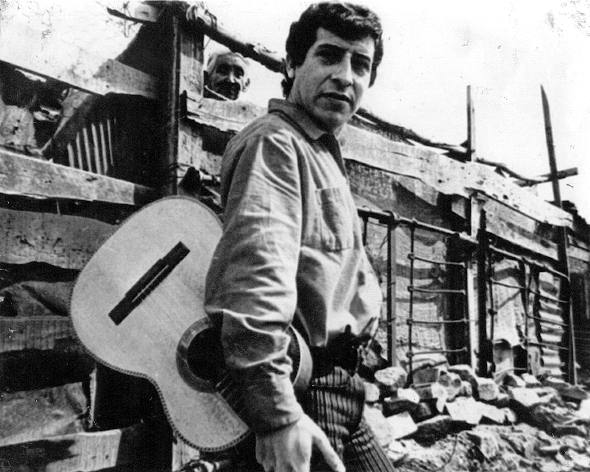
Víctor Jara

1960 heiratete er Joan Alison Turner, die eine Tochter, Manela, in die Ehe einbrachte. Gemeinsam hatten sie eine weitere Tochter, Amanda.
1966 erschien seine erste Langschallplatte, Víctor Jara. Im selben Jahr wurde die Single La beata veröffentlicht, auf der er ein humoristisches Lied über eine Nonne, die sich in einen Priester verliebt, singt. Die Aufnahme wurde von konservativen Kreisen als skandalös empfunden und durfte im Radio nicht gespielt werden; zugleich wurde sie aus vielen Schallplattenläden des Landes entfernt, und so kamen immer mehr Besucher in Violeta Parras Café, um Jaras Gesang zu hören.
In den folgenden Jahren arbeitete er als Sänger und Regisseur, widmete aber immer mehr Zeit der Musik und seinem politischen Engagement. Nach 1970 konzentrierte er sich ganz auf die Musik. Seine Lieder handelten von einfachen Leuten, ihrem Leben und ihren Problemen, von sozialer Ungerechtigkeit und politischen Skandalen. Víctor Jara wurde ein bedeutender Vertreter der Nueva canción, des „neuen Liedes“ in Südamerika. Seine politischen Ideen bildeten den Kern seiner Liedtexte. Er war wie viele progressive Sänger Südamerikas überzeugter Kommunist und wurde Leiter der Künstlersektion der kommunistischen Partei Chiles. Mit weiteren Künstlern gab er Konzerte zugunsten Salvador Allendes und der Unidad Popular.

### Verhaftung und Ermordung
Vom Gefolge des von Augusto Pinochet angeführten Militärputschs wurde Víctor Jara am 12. September 1973 im Hof der Universität von Santiago, an der er unterrichtete, festgenommen. Zusammen mit Dozenten und Studenten wurde er in das Estadio Chile verbracht und gefoltert. Unter diesen Umständen entstand sein letztes bekanntes Gedicht, Somos cinco mil („Wir sind fünftausend“). Seine Peiniger brachen ihm die Hände, damit er nicht mehr Gitarre spielen konnte. Als ihm wachhabende Soldaten befahlen, er solle doch singen, wenn er ein Sänger sei, stimmte er Venceremos („Wir werden siegen“), das Lied der Unidad Popular, an; daraufhin wurde er erneut misshandelt und mit 44 Gewehrschüssen ermordet. Ausländische Journalisten halfen der Witwe, heimlich Aufnahmen Jaras nach Europa zu schmuggeln. Ende der 1980er Jahre kehrte sie nach Chile zurück und gründete dort 1994 die Víctor-Jara-Stiftung. Viele erzählten später, dass ihm in der Gefangenschaft die Hände abgehackt worden seien, doch seine Frau, die seinen Leichnam identifiziert hatte, verneinte dies öffentlich.

## Nachleben und rechtliche Aufarbeitung

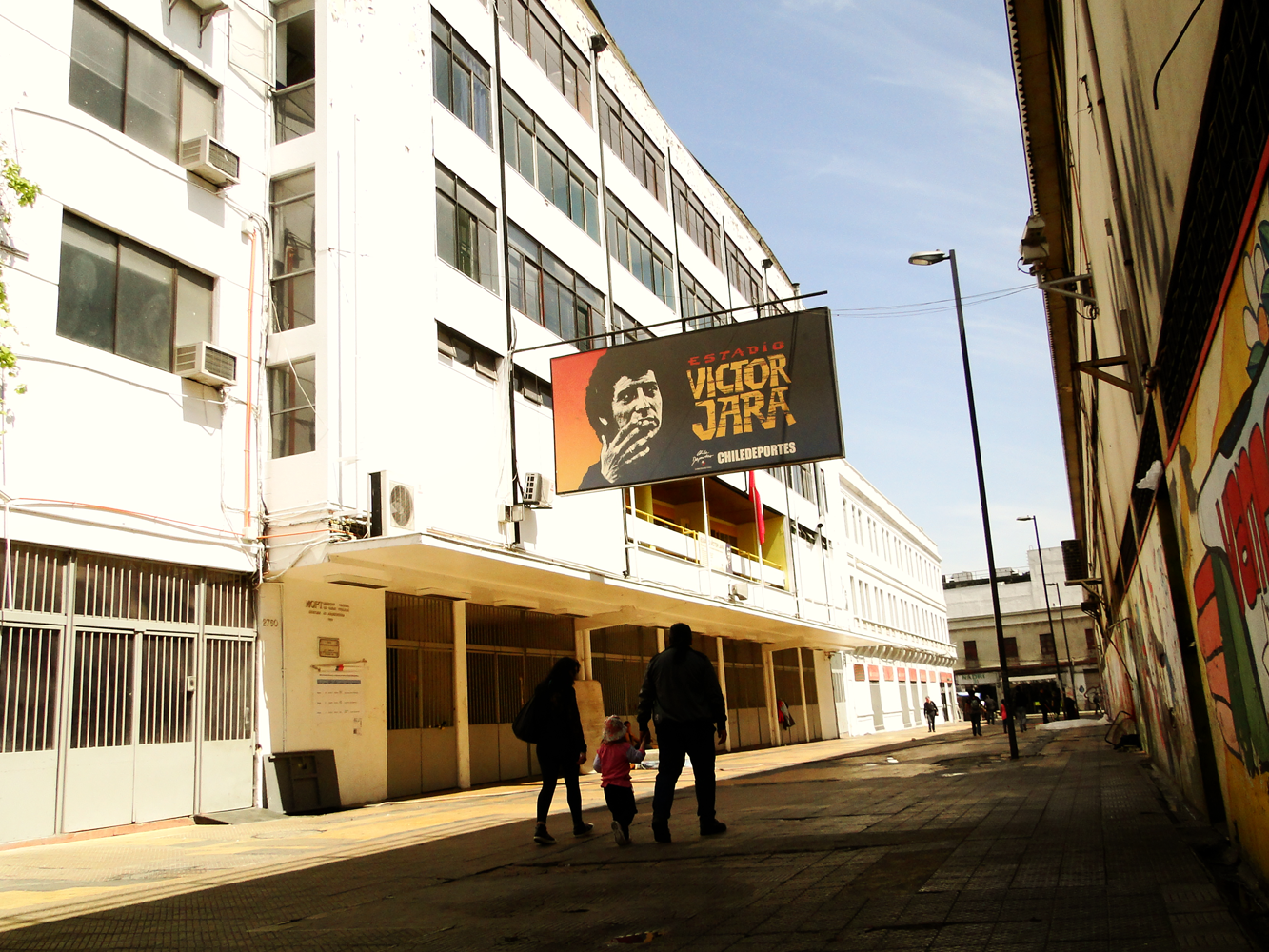
Außenansicht des früheren Estadio Chile, seit 2009 Víctor-Jara-Stadion

Im September 2003, zum 30. Jahrestag seiner Ermordung, wurde das Estadio Chile offiziell in Estadio Víctor Jara umbenannt.

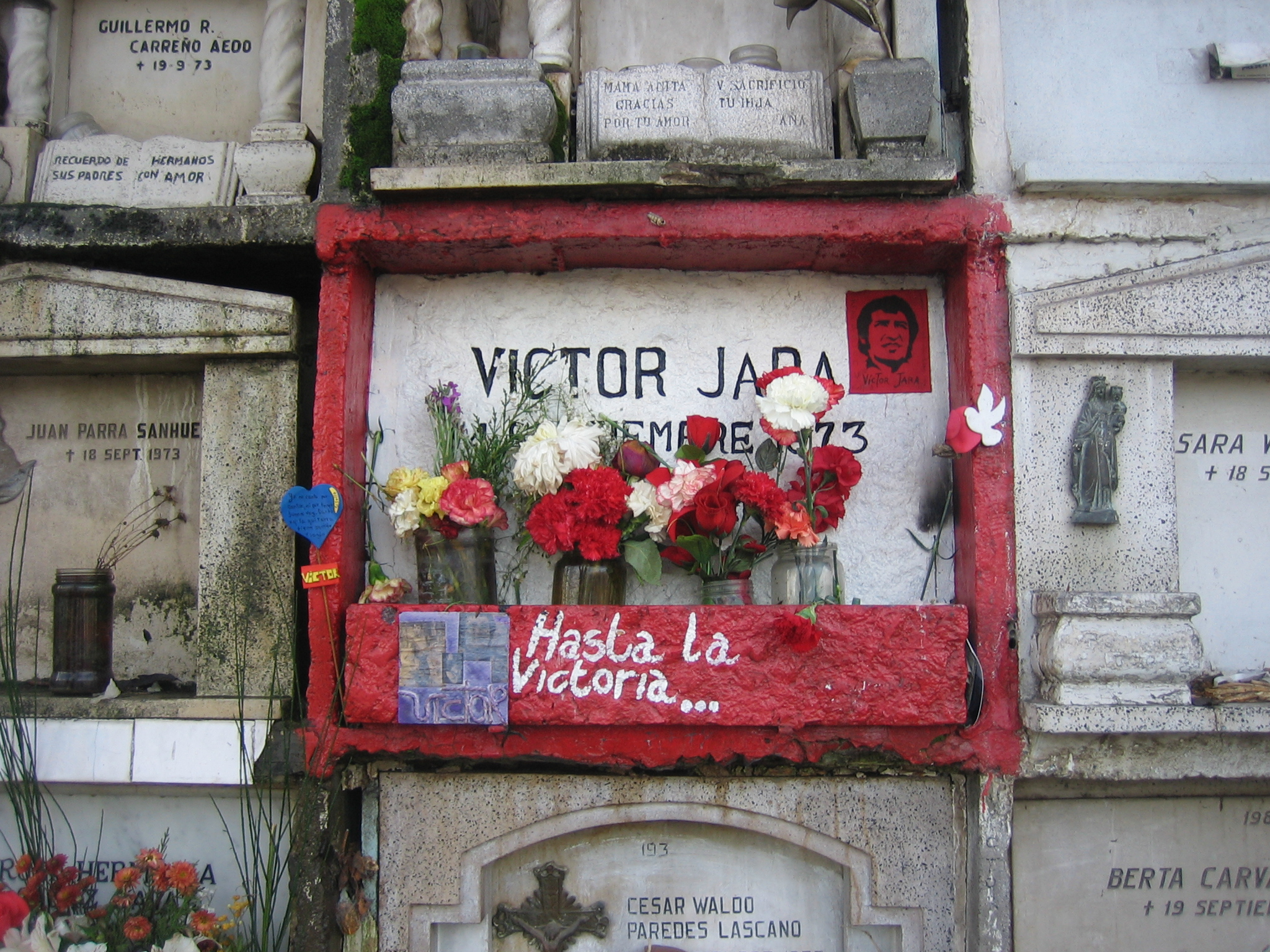
Die schlichte frühere Grabnische Víctor Jaras auf dem Cementerio General

Am 9. Dezember 2004 erhob der Richter Juan Carlos Urrutia in Santiago Anklage gegen den pensionierten Oberst Mario Manríquez Bravo. Manríquez sei zum Zeitpunkt der Ermordung Jaras der ranghöchste Offizier im Estadio Chile gewesen und somit verantwortlich für den Mord unter seinem Kommando.

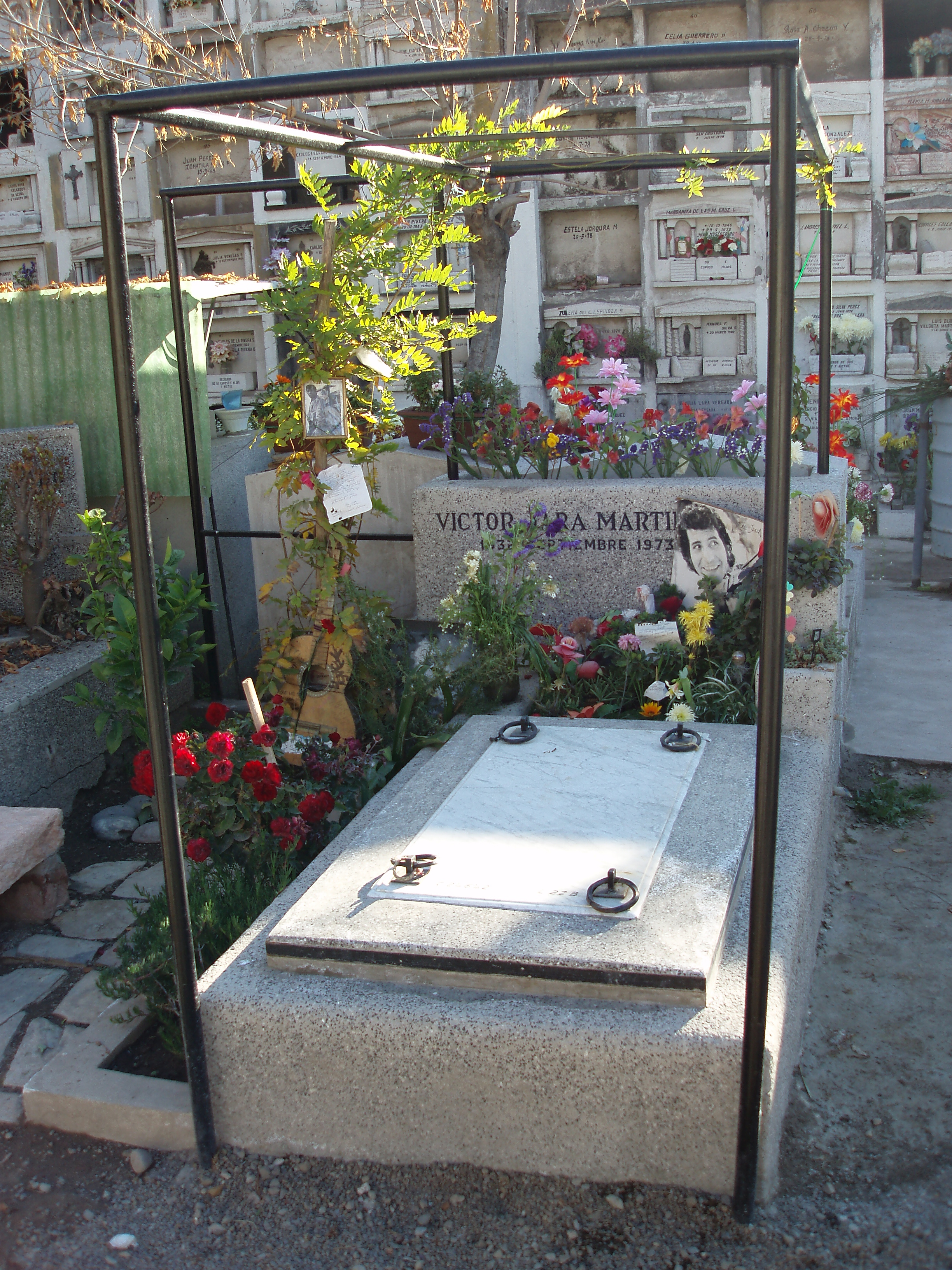
Das 2009 neu errichtete Grab Víctor Jaras

Jaras sterbliche Überreste wurden im Juni 2009 exhumiert. Nach dem rechtsmedizinischen Gutachten von Ende November desselben Jahres wiesen sie zahlreiche Knochenbrüche und 44 Schusswunden auf. Im Dezember wurden Jaras Überreste auf den Zentralfriedhof von Santiago überführt. Tausende Chilenen defilierten am Sarg vorbei, darunter Präsidentin Michelle Bachelet.
Zur endgültigen Aufklärung des Todes von Víctor Jara ordnete die chilenische Justiz im Dezember 2012 die Festnahme von acht tatverdächtigen ehemaligen Soldaten an. Richter Miguel Vázquez vom Berufungsgericht in Santiago verfügte, dass sich zwei ehemalige Offiziere wegen Mordes und sechs weitere wegen Beihilfe verantworten müssten. Als Haupttäter wurden Hugo Sánchez Marmonti und Pedro Barrientos Núñez gesucht, letzterer mit internationalem Haftbefehl.
Im September 2015 wurden zehn ehemalige chilenische Militärangehörige, darunter der ehemalige Leutnant Pedro Pablo Barrientos Núñez, des Mordes an Víctor Jara angeklagt. 2013 hatten Nachfahren Víctor Jaras gegen Barrientos, der die Folter und Ermordung Jaras angeordnet haben soll, Klage eingereicht. Barrientos Núñez, der in Florida (USA) lebte, wurde am 28. Juni 2016 von einem Zivilgericht in Orlando (Florida) des Mordes für schuldig befunden und zu einer Entschädigungszahlung in Höhe von 28 Millionen US-Dollar (rund 25,5 Millionen Euro) an die Familie Jaras verurteilt. Im Oktober 2023 wurde Barrientos Núñez in den USA zur Auslieferung an Chile verhaftet und am 28. November an Chile ausgeliefert.
Am 4. Juli 2018 wurden acht weitere ehemalige Militärangehörige wegen des Mordes an Jara und dem Gefängnisdirektor Littré Quiroga Carvajal zu 15 Jahren und einem Tag Gefängnishaft verurteilt: die Offiziere Hugo Sanchez Marmonti, Raul Jofre Gonzalez, Edwin Dimter Bianchi, Nelson Haase Mazzei, Ernesto Bethke Wulf, Juan Jara Quintana, Hernan Chacon Soto und Patricio Vásquez Donoso. Ein weiterer Offizier, Rolando Melo Silva, wurde wegen Beihilfe zu fünf Jahren und 61 Tagen Haft verurteilt. Am 28. August 2023 bestätigte der Oberste Gerichtshof von Chile die Urteile, die damit rechtskräftig wurden. Einer der Angeklagten, der 86-jährige Hernán Chacón Soto, entzog sich seiner Verhaftung durch Suizid.

## Musikalisches Werk
Víctor Jaras Lieder lassen sich grob in sieben Gruppen einteilen:
1. Lieder über das aktuelle politische Geschehen in Chile, z. B. Ni chicha ni limoná und „Movil“ Oil Special. Einige dieser Stücke sind lyrische Anklagen gegen Drahtzieher von politischen Skandalen und Morden, z. B. Las casitas del barrio alto und Preguntas por Puerto Montt – in letzterem geht es um ein Massaker an der armen Landbevölkerung, die ungenutztes Land besetzt hatte. Auf den dafür verantwortlichen Politiker Ramón Pérez Zujovic, der im Lied namentlich erwähnt wird, wurde einige Jahre später ein Mordanschlag verübt, woran sich Jara mitschuldig fühlte. Einer Landbesetzung in Santiago, aus der schließlich der Stadtteil Herminda de la Victoria wurde, widmete er sein Album La población.
2. Volkstümlich anmutende Stücke über das Leben der armen Leute, die meist einen mehr (Plegaria a un labrador) oder weniger (El hombre es un creador) revolutionären Unterton haben.
3. Vertonungen von Gedichten, allen voran Pablo Nerudas (Aquí me quedo, Poema 15).
4. Lieder, die die internationale Solidarität, die Völkerfreundschaft oder Ähnliches besingen, insbesondere Una palabra solamente und El derecho de vivir en paz.
5. Coverversionen: Zu den Künstlerinnen und Künstlern, deren Lieder Víctor Jara gerne nachspielte, gehörten Daniel Viglietti (A desalambrar), Violeta Parra (La carta) und Atahualpa Yupanqui (Duerme Negrito). Zudem adaptierte er US-amerikanische Lieder, unter anderem von Malvina Reynolds (Las casitas del Barrio Alto) und Pete Seeger (El martillo).
6. Volkstümliche Musik: Die von Jara intonierten Volkslieder stammten meist aus Chile und den benachbarten Andenländern; mit Hush a bye findet sich aber auch ein nordamerikanisches Traditional. Sein Album Canto por travesura widmete er ganz der chilenischen Folklore.
7. Instrumentalstücke, darunter Charagua, Cai cai vilú, La partida und die vier Teile von La remolienda.

Jaras musikalische Palette reichte vom klassischen Liedermacherstil (Gesang und Gitarre) über Anden-Folklore (begleitet von Musikern mit indigenen Instrumenten, von denen einige in der Regierungszeit Pinochets verboten wurden, weil sie zu sehr an Víctor Jara und seine Weggefährten erinnerten) bis zu, vereinzelt, leicht rockigem, hippieskem Sound (etwa in El derecho de vivir en paz). Begleitet wurde er meistens von Musikern der Gruppen Inti-Illimani und Quilapayún.

## Theaterinszenierungen
- 1959: Parecido a la Felicidad von Alejandro Sieveking
- 1960: La Viuda de Apablaza von Germán Luco Cruchaga
- 1960: La Mandragola von Niccolò Machiavelli
- 1961: La Madre de los Conejos von Alejandro Sieveking
- 1962: Ánimas de Día Claro (Daylight Spirits) von Alejandro Sieveking
- 1963: Der kaukasische Kreidekreis von Bertolt Brecht
- 1963: Los Invasores von Egon Wolff
- 1963: Dúo (Duet) von Raúl Ruiz
- 1963: Parecido a la Felicidad von Alejandro Sieveking
- 1965: La Remolienda von Alejandro Sieveking
- 1965: The Knack von Ann Jellicoe
- 1966: Marat/Sade von Peter Weiss
- 1966: La Casa Vieja von Abelardo Estorino
- 1967: La Remolienda von Alejandro Sieveking
- 1967: La Viuda de Apablaza von Germán Luco Cruchaga
- 1968: Entertaining Mr. Sloane von Joe Orton
- 1969: Viet Rock von Megan Ferry
- 1969: Antigone von Sophokles

## Diskografie
Studio-Alben
- Víctor Jara [Canto a lo humano] (1966)
- Canciones folklóricas de América (1967)
- Víctor Jara [Odeon] (1967)
- Pongo en tus manos abiertas (1969)
- Canto libre (1970)
- El derecho de vivir en paz (1971)
- La población (1972)
- Canto por travesura (1973)
- Manifiesto (1974)

Live-Alben
- El Recital (1983)
- Víctor Jara en México, WEA International (1996)
- Habla y Canta en la Habana Cuba, WEA International (2001)
- En Vivo en el Aula Magna de la Universidad de Valparaíso, WEA International (2003)

Postum erschienene Alben/Kompilationen
- Te recuerdo Amanda, Fonomusic (1974)
- Presente, (1975)
- Vientos del Pueblo, Monitor (1976)
- Canto Libre, Monitor (1977)
- 10 Anos Cantando con Nosotros (1983)
- An Unfinished Song, Redwood Records (1984)
- Todo Víctor Jara, EMI (1992)
- 20 Años Despues, Fonomusic (1992)
- Deja la Vida Volar (Lass das Leben fliegen) (1996)
- Víctor Jara presente, colección „Haciendo Historia“, Odeon (1997)
- Te Recuerdo, Víctor, Fonomusic (2000)
- Antología Musical, WEA Warner (2001) 2CDs
- 1959–1969–Víctor Jara, EMI Odeon (2001) 2CDs
- Latin Essential: Victor Jara, (WEA) 2CDs (2003)
- Colección Victor Jara – Warner Bros. (2004) (8-CD-Box)
- Victor Jara. Serie de Oro. Grandes Exitos, EMI (2005)

## Ehrungen
- 1973–1975: Der Komponist Leon Schidlowsky widmete Jara seine Missa sine nomine.
- 1974: Der Lyriker Adrian Mitchell schrieb das Gedicht Victor Jara of Chile, das vom US-amerikanischen Folksänger Arlo Guthrie unter dem Titel Victor Jara vertont wurde.
- 1974: Der amerikanische Folksänger Phil Ochs organisierte im Mai das Benefiz-Konzert An Evening with Salvador Allende in New York. Ochs hatte Jara 1971 während eines Chile-Aufenthalts kennengelernt. Das Konzert, bei dem Pete Seeger, Arlo Guthrie und Bob Dylan auftraten, sollte sowohl an Jara erinnern wie auch ein Bewusstsein für die Situation in Chile schaffen.
- 1974/1976: Die Folk-Musikerinnen Joan Baez und Judy Collins nahmen Lieder von Víctor Jara auf: Baez 1974 Te recuerdo Amanda auf der LP Gracias a la vida;[13] Collins 1976 Plegaria a un labrador auf der LP Bread & Roses.
- 1975: Der Basler Liedermacher Ernst Born komponierte und textete sein Lied Victor Jara, erstveröffentlicht auf der LP D'Ballade vo dr Münschterfähri (1975).
- 1975: Der norwegische Liedermacher Lillebjørn Nilsen widmete Víctor Jara ein Lied auf seiner LP Byen med det store hjertet.
- 1977: Jaras Leben war Thema von Dean Reeds DDR-Fernsehfilm El Cantor.
- 1977: Die österreichische Band Schmetterlinge besang Jara in einem Lied aus der Proletenpassion von Heinz Rudolf Unger.
- 1970er Jahre: Die Musikgruppe Zupfgeigenhansel zeigte ihre Solidarität mit Víctor Jara in einem gleichnamigen Lied, das seine Lebensgeschichte erzählt; es handelt sich um eine deutsche Fassung des Liedes von Adrian Mitchell und Arlo Guthrie.
- 1980: Die Band The Clash besang Jara in ihrem Lied Washington Bullets auf ihrem Album Sandinista.
- Um 1980: Zwar mit anderem Namen, doch aufgrund von Anspielungen identifizierbar tauchte Víctor Jara als Sänger im Roman Das Geisterhaus von Isabel Allende auf.
- 1984: Die Modern Soul Band aus der DDR erwähnte ihn in dem Lied Ideale.
- 1985: Der russische Komponist, Dichter und Sänger Alexander Gradskij veröffentlichte eine Doppel-LP der Rockoper Стадион („Das Stadion“), die den Militärputsch in Chile und die Ermordung Víctor Jaras thematisiert. Die Hauptrollen der Rockoper wurden von Alla Pugatschowa, Alexander Gradskij, Michail Bojarski, Andrei Mironow, Elena Kamburowa, Iossif Kobson, Wladimir Kusmin, Leonid Jarmolnik und anderen populären sowjetischen Sängern und Schauspielern gespielt.
- 1987: Die irische Rockband U2 sang auf dem Album Joshua Tree in dem Song One Tree Hill über Jara: „And in the world a heart of darkness – A fire zone. Where poets speak their heart then bleed for it. Jara sang – his song a weapon – In the hands of one whose blood still cries from the ground.“
- Um 1983: Im Allende-Viertel in Berlin-Köpenick wurde eine lebensgroße Bronzestatue Jaras vor der damaligen Gerhart-Hauptmann-Oberschule in der Alfred-Randt-Straße aufgestellt, die der Bildhauer Peter Goettsche schuf.[14]
- Seit den 1980er Jahren: In Berlin-Biesdorf trägt ein Studentenwohnheim Jaras Namen.[15]
- 1980er Jahre: In Leipzig hatte sich in Vorwendezeiten ein FDJ-Jugendclub namens Victor Jara gegründet. Als Verein Victor Jara besteht er weiter und veranstaltet im Leipziger Felsenkeller Vernissagen, Ausstellungen, Konzerte, Lesungen und Partys.
- Mitte der 1980er Jahre: Die argentinische Gruppe Los Fabulosos Cadillacs besang Jara in dem Lied El Matador.
- Mitte der 1980er Jahre: Die Schauspielerin und Sängerin Donata Höffer sang einige der bekanntesten Lieder von Víctor Jara. Begleitet wurde sie von dem Gitarristen Hector Sandos.
- 1988: Der Schauspieler Peter Franke benannte einen von ihm erworbenen Haikutter nach Jara.[16]
- 1989: Die Band Simple Minds widmete Víctor Jara ihren Song Street Fighting Years auf dem gleichnamigen Album.
- 1990er Jahre: Pippo Pollina erzählte eindrucksvoll in seinem Lied Il giorno del falco von den Geschehnissen im Estadio Chile.
- 1997: Freundeskreis erwähnt Jara und die CIA-Aktivitäten in Chile in ihrem Lied Leg dein Ohr auf die Schiene der Geschichte.
- 1998: Die spanische Band Ska-P besang den „Unvergessenen“ im Refrain ihrer Coverversion von Jaras Lied Juan Sin Tierra.

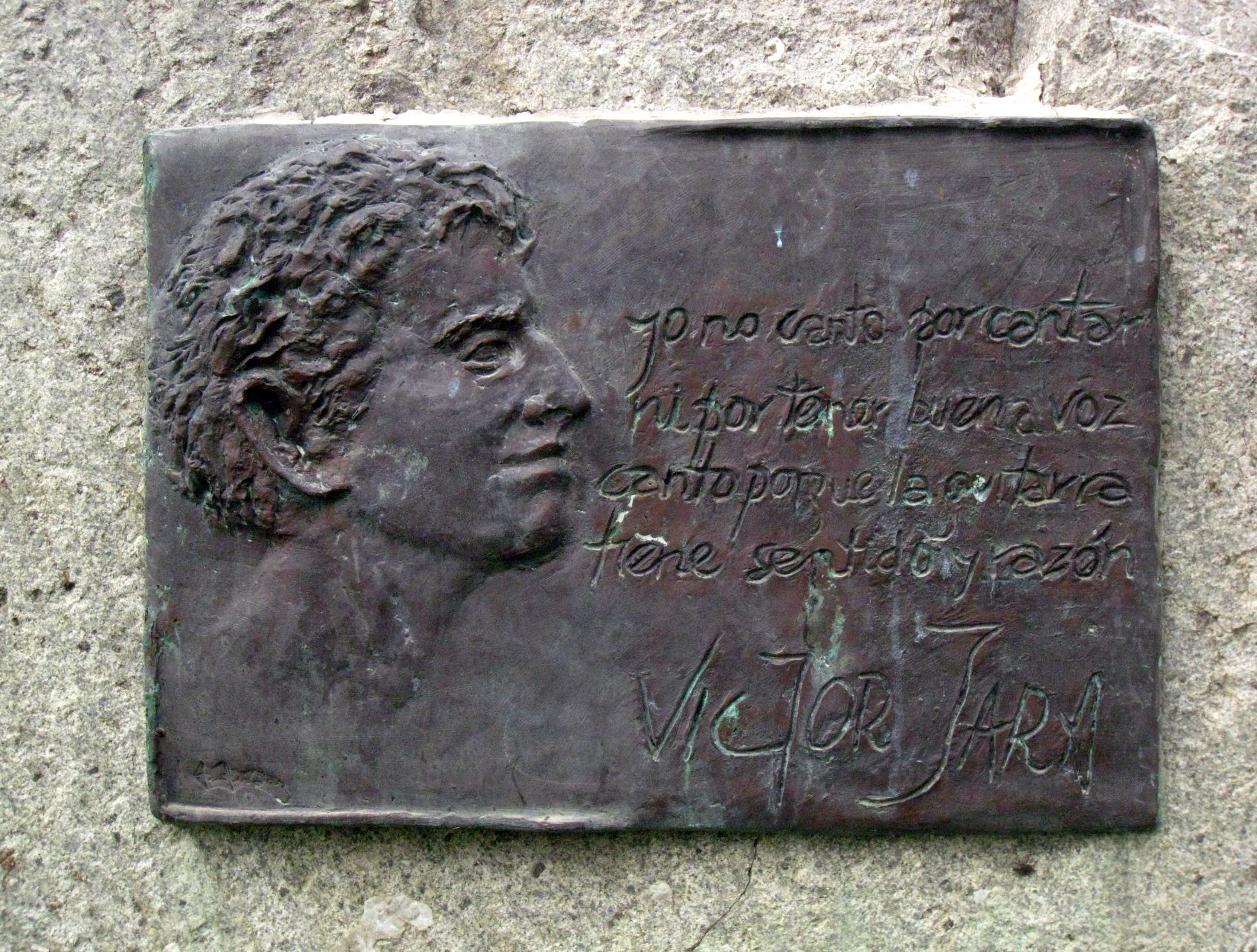
Gedenkstein in Barcelona von Lautaro Díaz Silva

- 1998: Der chilenische Bildhauer Lautaro Díaz Silva fertigt eine Bronzeplakette zu Ehren von Víctor Jara an, diese wird auf der Plaza Karl Marx in Barcelona, am Ende der Calle Víctor Jara angebracht und 2002 auf einem Gesteinsblock neu eingeweiht.
- 1999: Die chilenische Regisseurin Carmen Luz Parot drehte den Dokumentarfilm El derecho de vivir en paz über Víctor Jaras Leben. Darin kommen seine Witwe und einige seiner Mithäftlinge aus seinen letzten Lebenstagen zu Wort.
- 2001: Der Liedermacher Hannes Wader veröffentlichte auf seinem Album Wünsche ein Lied über Victor Jara.
- 2001/2006: Der irische Liedermacher Christy Moore veröffentlichte auf dem Album This Is The Day ein Lied über das Leben Jaras. Bis heute singt Moore bei Auftritten häufig dieses von Adrian Mitchell gedichtete und von Arlo Guthrie vertonte Lied (beispielsweise auf der CD und DVD Live in Dublin 2006).
- 2000er Jahre: Die Metalcore-Band Heaven Shall Burn besang Víctor Jara in den Liedern The Weapon they Fear, The Martyrs' Blood und Die Stürme rufen dich und die Opfer der Pinochet-Diktatur in Buried In Forgotten Grounds.

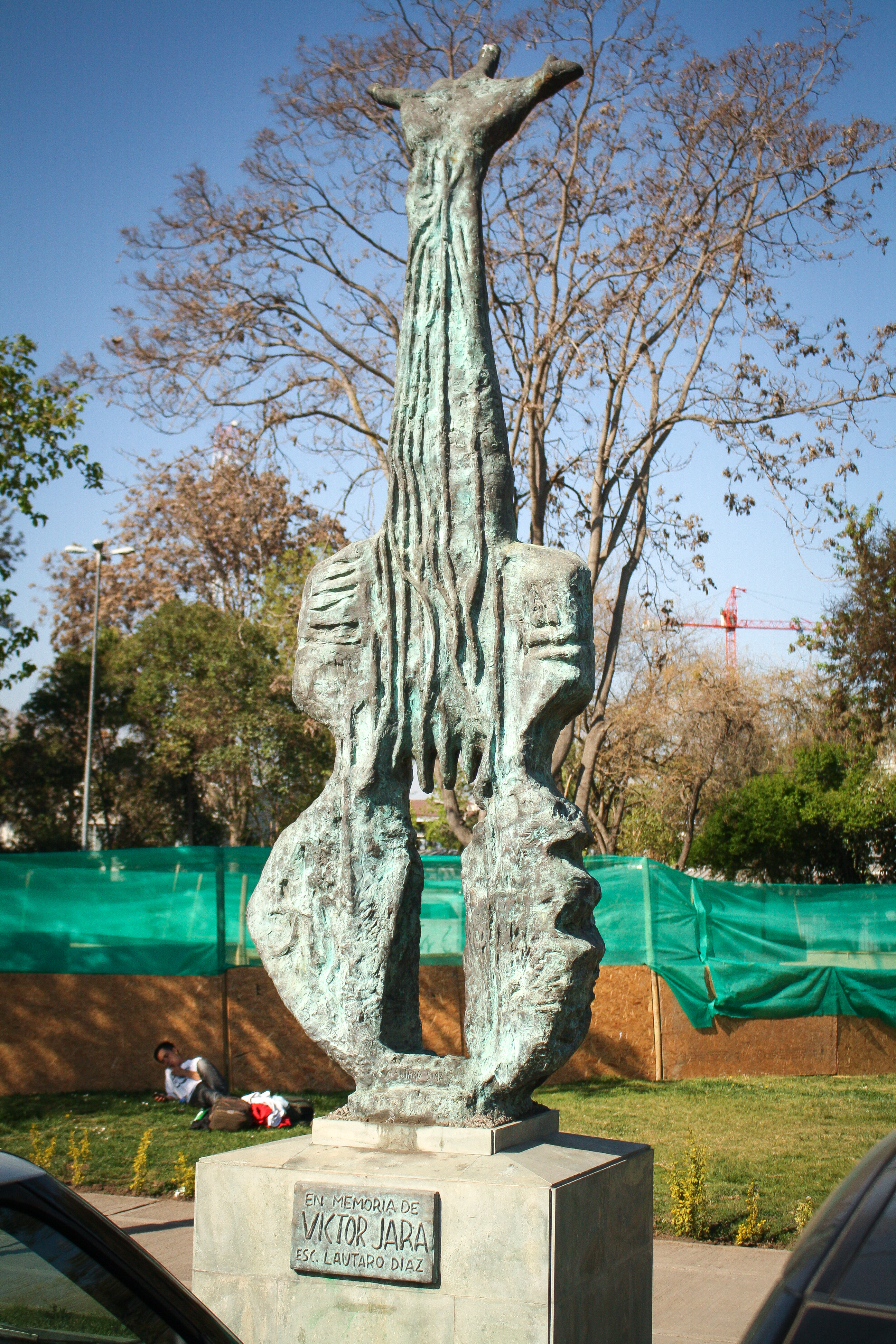
Skulptur für Víctor Jara an der Universität Santiago de Chile von Lautaro Díaz Silva

- 2003: Der chilenische Künstler Lautaro Díaz Silva stellt die Skulptur "Víctor Jara kehrt an die UTE zurück" zu Ehren Víctor Jaras her und stiftet sie der Universität von Santiago de Chile (früher: Universidad Técnica del Estado). Es handelt sich um eine vier Meter hohe in Bronze gegossene Gitarre mit einer offenen Hand, die sich gen Himmel erstreckt.[17]
- 2008: Die US-Band Calexico besang Jara in Victor Jara’s Hands auf dem Album Carried To Dust und nahm damit auch Bezug auf die Gegenwart (Gefangenenlager Guantanamo, Abu Ghraib).
- 2010: Für das Museo de la Memoria y los Derechos Humanos in Santiago de Chile fertigte der chilenische Künstler Jorge Tacla ein Wandbild unter Verwendung eines Auszuges aus Jaras letztem Gedicht, Estadio Chile, an.[18]
- 2013: Bei seinem Konzert in Santiago de Chile sang Bruce Springsteen am 12. September 2013 Jaras Lied Manifiesto auf Spanisch.[19]
- Ein Asteroid des inneren Hauptgürtels ist nach Jara benannt: (2644) Victor Jara.[20]
- 2020: Die US-Band Stick to Your Guns veröffentlichte einen Song, der vom Leben Jaras und seiner Philosophie handelt.
- 2020: Der Sänger der Manic Street Preachers, James Dean Bradfield, veröffentlichte das vom Leben Jaras inspirierte Album Even in exile.
- 2020: Der Song Jara auf dem Musikalbum Shore der Fleet Foxes würdigte Víctor Jaras Eintreten für Gerechtigkeit.
- 2024: Victor Jara von Noti Wümié (Grégoire Vuilleumier, bekannt als Greis, und Benjamin Noti) auf dem Album Sorry zämme ist eine Hommage an Jara.[3]